# Miguel Maury Buendía

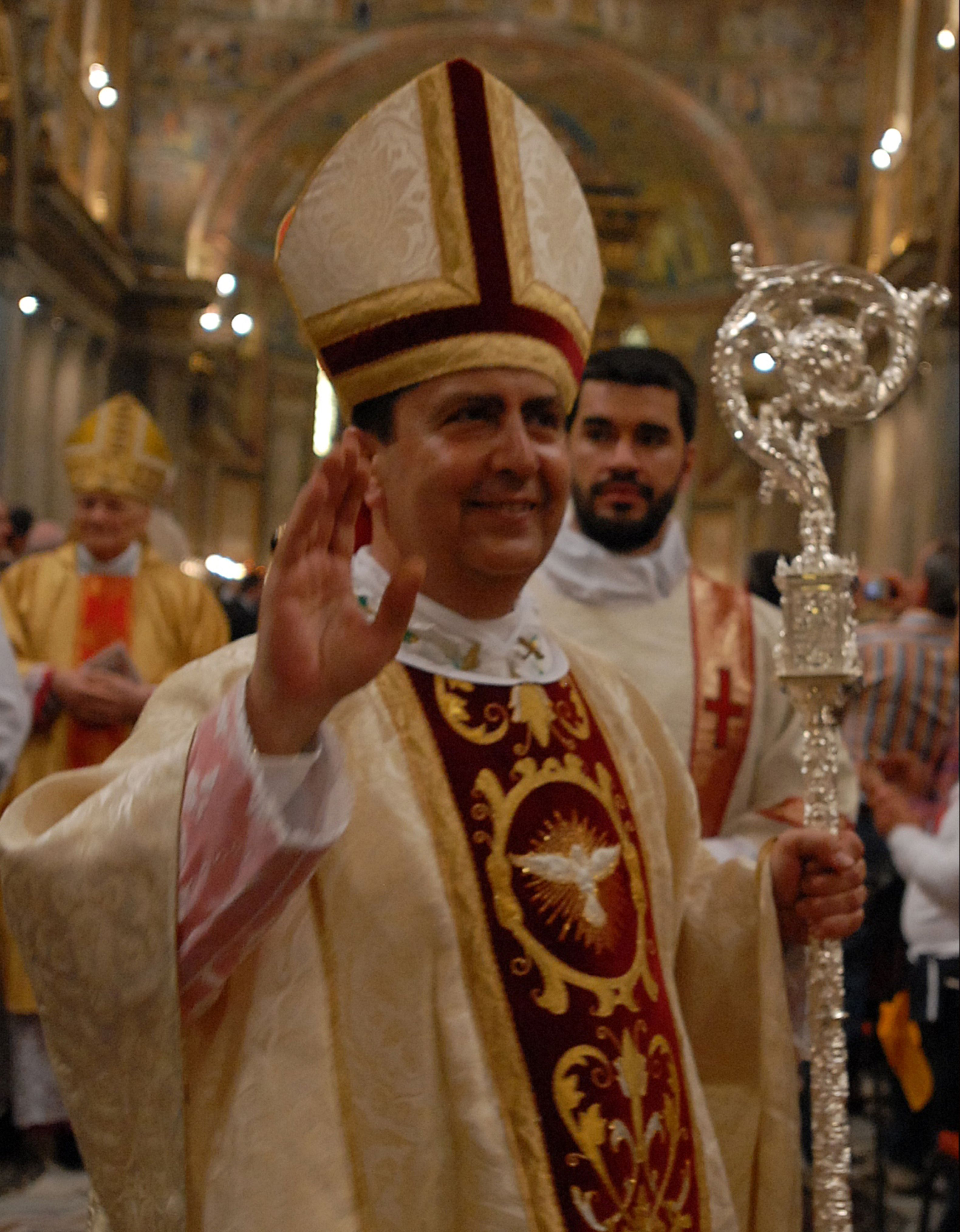
Miguel Maury Buendía in 2008

Wappen von Miguel Maury Buendía

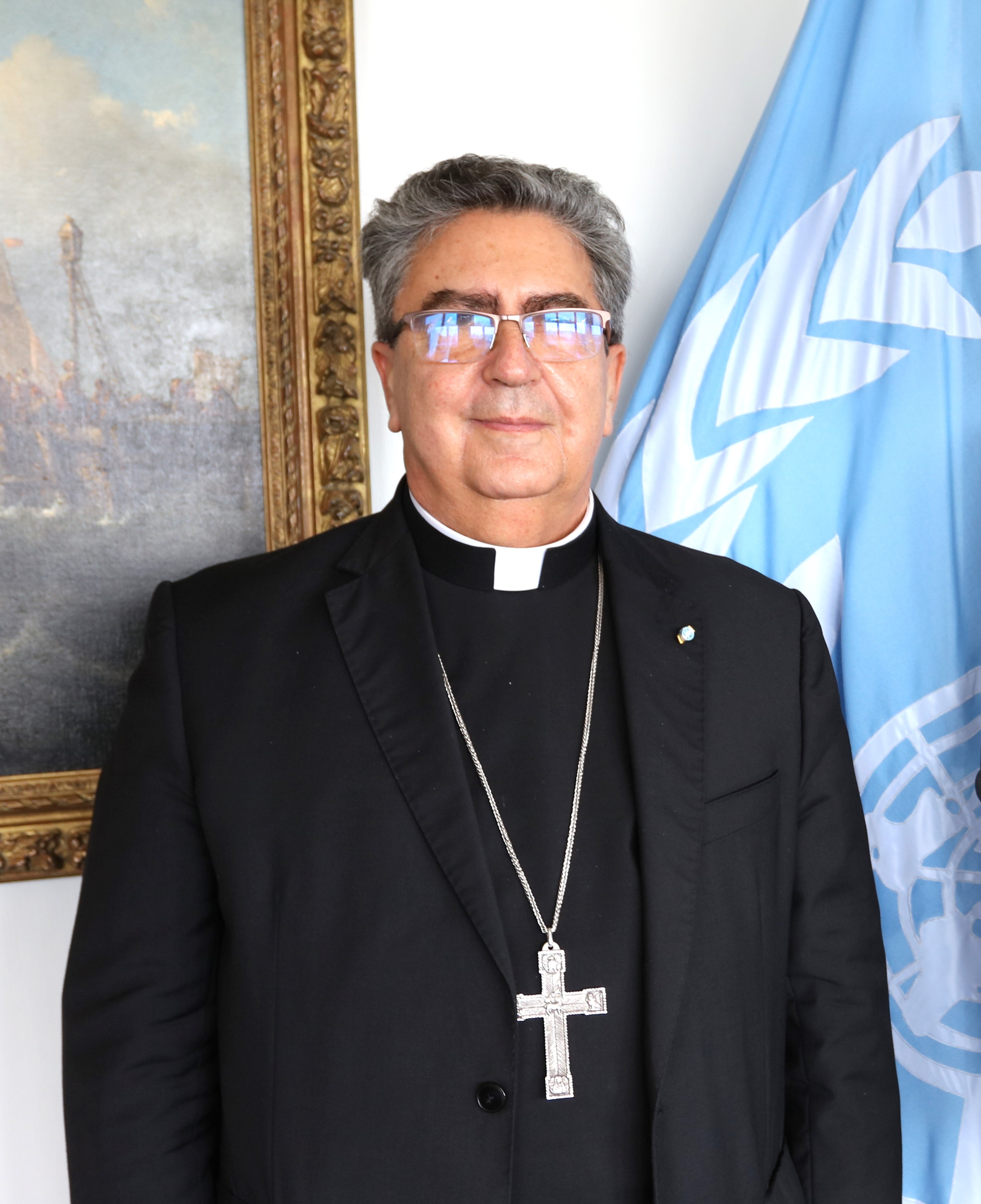
Miguel Maury Buendía besucht als Apostolischer Nuntius in Großbritannien die Internationale Seeschifffahrts-Organisation, 2024

Miguel Maury Buendía (* 19. November 1955 in Madrid, Spanien) ist ein spanischer Geistlicher, Erzbischof der römisch-katholischen Kirche und Diplomat des Heiligen Stuhls.

## Leben
Maury Buendía empfing am 26. Juni 1980 die Priesterweihe für das Erzbistum Madrid durch den Erzbischof von Madrid, Vicente Kardinal Enrique y Tarancón. Er wurde in Kirchenrecht promoviert und trat 1987 in den diplomatischen Dienst des Heiligen Stuhls ein. Er war in den Päpstlichen Vertretungen in Ruanda, Uganda, Marokko, Nicaragua, Ägypten, Slowenien, Irland und die Sektion für die Beziehungen mit den Staaten des Staatssekretariats tätig. Neben Spanisch spricht er Englisch, Italienisch, Französisch und Slowenisch.
Papst Benedikt XVI. ernannte ihn am 19. Mai 2008 zum Titularerzbischof von Italica und bestellte ihn zum Apostolischen Nuntius in Kasachstan und Tadschikistan. Die Bischofsweihe spendete ihm am 12. Juni 2008 Kardinalstaatssekretär Tarcisio Kardinal Bertone SDB; Mitkonsekratoren waren Antonio María Kardinal Rouco Varela, Erzbischof von Madrid, und Erzbischof Pier Giacomo De Nicolò, Apostolischer Nuntius in der Schweiz und Liechtenstein.
Am 5. Dezember 2015 ernannte ihn Papst Franziskus zum Apostolischen Nuntius in Rumänien. Am 25. Januar 2016 wurde er zusätzlich zum Apostolischen Nuntius in der Republik Moldau ernannt.
Am 13. April 2023 ernannte ihn Papst Franziskus zum Apostolischen Nuntius in Großbritannien.